# Nacaduba kirtoni
Nacaduba kirtoni är en fjärilsart som beskrevs av John Nevill Eliot 1984. Nacaduba kirtoni ingår i släktet Nacaduba och familjen juvelvingar. Inga underarter finns listade i Catalogue of Life.